# Harpactea talyschica
Harpactea talyschica là một loài nhện trong họ Dysderidae.
Loài này thuộc chi Harpactea. Harpactea talyschica được miêu tả năm 1991 bởi Dunin.